# Casa da Moeda do Brasil

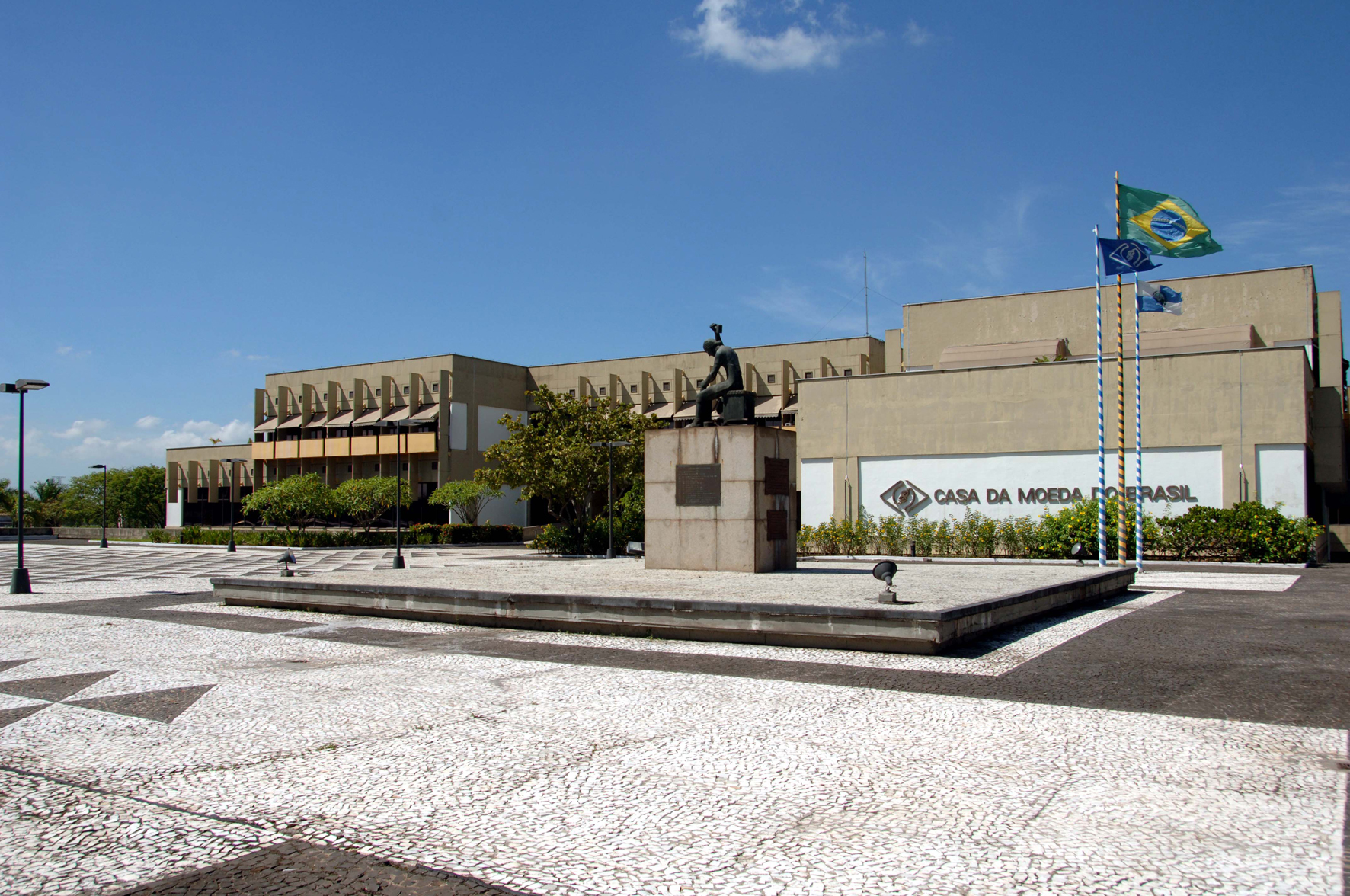

De Casa da Moeda do Brasil is het nationale munthuis van Brazilië in Rio de Janeiro. De Munt is een onderdeel van de Banco Central do Brasil. De voorloper van de Munt werd opgericht in 1694. De Munt slaat de munten van de Braziliaanse real.